# Ilha Verde
Ilha Verde é uma parte constituinte da península de Macau, pertencente à Região Administrativa Especial de Macau (RAEM) da República Popular da China. Localiza-se no Porto Interior, na parte noroeste da península e administrativamente pertence à freguesia de Nossa Senhora de Fátima. Possui um terreno relativamente acidentado e o seu centro é dominado pela Colina da Ilha Verde, com 57 metros de altura.
Utilizando termos geográficos correctos, é actualmente uma península, mas o seu nome histórico, Ilha Verde, manteve-se e actualmente continua a ser o nome oficial desta zona.

## História
Antigamente, a Ilha Verde era verdadeiramente uma pequena ilha granítica e foi primeiramente ocupada pelos jesuítas nos inícios do séc. XVII, que entretanto já se tinham estabelecido no entreposto comercial português de Macau no séc. XVI. Na altura, esta ilha esteve coberta por um bosque de onde derivou as designações chinesas de Qing Zhou (Oásis Verde) ou Lok Dao (Ilha Verde) e posteriormente a designação portuguesa de "Ilha Verde". Os jesuítas, liderados por Alessandro Valignano, ocuparam em 1603-1604 esta ilha, que naquela altura também se chamava "Ilha dos Diabos", para garantir que os chineses não a ocupassem. Em 1624, com a autorização das autoridades chinesas, os jesuítas começaram a construir capelas, conventos e casas de lazer e retiro nesta ilha, tornando-a num local de retiro e descanso para os missionários e estudantes do Colégio de S. Paulo.
Após a expulsão dos jesuítas de Macau, em 1762, a Ilha Verde passou para a posse de um privado. Em 1828, o futuro bispo de Macau Nicolau Rodrigues Pereira de Borja, na sua qualidade de superior do Seminário de São José, comprou a ilha por 2000 patacas. Em 1833, foi construída na ilha uma casa, uma capela e um muro. Em 1865, o Governo de Macau construiu o Forte da Ilha Verde. Em 1872, uma nova capela, desta vez dedicada a Santo António de Lisboa, foi edificada. Em 1873, o Governo de Macau contestou em vão o direito do Seminário de S. José à posse da Ilha Verde. Em 1886, o Seminário de S. José alugou parte da ilha à "Green Island Cement Company Limited", que inaugurou uma fábrica de cimento na ilha e que em 1925 foi transferida para Hong Kong. Aproveitando as casas abandonadas pela companhia de cimento, o bispo de Macau Paulo José Tavares (1961-1973) ampliou e tornou-as em casa de retiro. Em 2009, a Diocese de Macau iniciou a construção do novo campus da Universidade de São José nos seus terrenos na Ilha Verde, numa área de 1,5 hectares.
Em 1890, o Governo de Macau começou uma obra de aterro para conectar a Ilha Verde à Península de Macau, originando um istmo, correspondente à "Avenida do Conselheiro Borja". Neste mesmo ano, começou oficialmente a ocupação portuguesa da Ilha Verde. Em 1923 até 1936, esta ilha, que se localiza a um quilómetro a oeste da Península, foi absorvida totalmente pela Península de Macau devido aos sucessivos aterros, passando a fazer parte desta última.
Devido à sua proximidade com a China Continental, a administração portuguesa de Macau manteve durante muitos anos a Ilha Verde numa zona militar restrita, poupando assim grande parte da ilha à urbanização. Antes da desmilitarização portuguesa de Macau (1975), havia um quartel em funcionamento e várias casamatas e trincheiras espalhadas pela ilha. Apesar do levantamento de restrições e de algumas iniciativas privadas e públicas para desenvolver a Ilha Verde, esta zona da cidade continua a ser caracterizada pelo subaproveitamento dos terrenos e pela degradação urbanística, causada em parte pela existência de prédios degradados, oficinas, armazéns, sucatas, edifícios industriais (vários deles desocupados), um depósito de combustíveis, uma ETAR, um matadouro, um parque de estacionamento de autocarros da Transmac, uma doca da Capitania dos Portos e o Parque Industrial Transfronteiriço. Até 2011, existiu também nesta zona um bairro de barracas, que foi demolido. Nesse mesmo ano, o Governo de Macau concebeu um plano urbanístico para revitalizar a Ilha Verde, através da construção de mais habitação social, espaços verdes e equipamentos sociais, tais como escolas, um centro de serviços comunitários, um quartel de bombeiros e uma esquadra da polícia.

## Património
A Colina da Ilha Verde, que ainda hoje mantém a sua vegetação luxuriante, está incluída na lista dos sítios classificados pelo Governo de Macau. Anexo à colina, existe um mosteiro ou convento degradado e inutilizado, de origem desconhecida. Alguns especulam que o edifício, de estilo arquitectónico colonial português, tenha sido construído em 1828, enquanto que outros afirmam que ele "pode ser o que resta da presença jesuíta na Ilha Verde. [...] Alguns documentos referem que, na década de 50 do século passado, o convento agora degradado seria propriedade do Seminário de São José que o arrendava, em parte, ao Governo da Colónia." De acordo com fontes governamentais datadas de 2010, o lote que abrange o mosteiro e parte da colina foi vendido a uma entidade privada há décadas atrás. No plano urbanístico de 2011 para a Ilha Verde, estava também previsto a preservação da colina e o restauro do mosteiro.